# Афонин, Михаил Иванович (футболист)
Михаил Иванович Афонин (28 октября 1939) — советский футболист, защитник.
Воспитанник московского «Динамо». В командах мастеров дебютировал в 1958 году в команде классе «Б» «Знамя Труда» Орехово-Зуево. В 1959—1960 годах сыграл 8 матчей в чемпионате СССР за «Локомотив» Москва. В 1961 году — в составе команды города Серпухова. С 1962 года — в «Молдове»/«Авынтуле» Кишинёв. Провёл 100 матчей в первой группе класса «А» (1962—1964), 24 — во второй группе класса «А» (1965—1966). Завершил карьеру в «Шиннике» Ярославль (1967—1969).